# Augaptilus filigerus
Augaptilus filigerus är en kräftdjursart som först beskrevs av Claus 1863.  Augaptilus filigerus ingår i släktet Augaptilus och familjen Augaptilidae. Inga underarter finns listade i Catalogue of Life.